# Rhinocryptidae
Rhinocryptidae là một họ chim trong bộ Passeriformes.